# Festival Gnaoua y Músicas del Mundo de Esauira

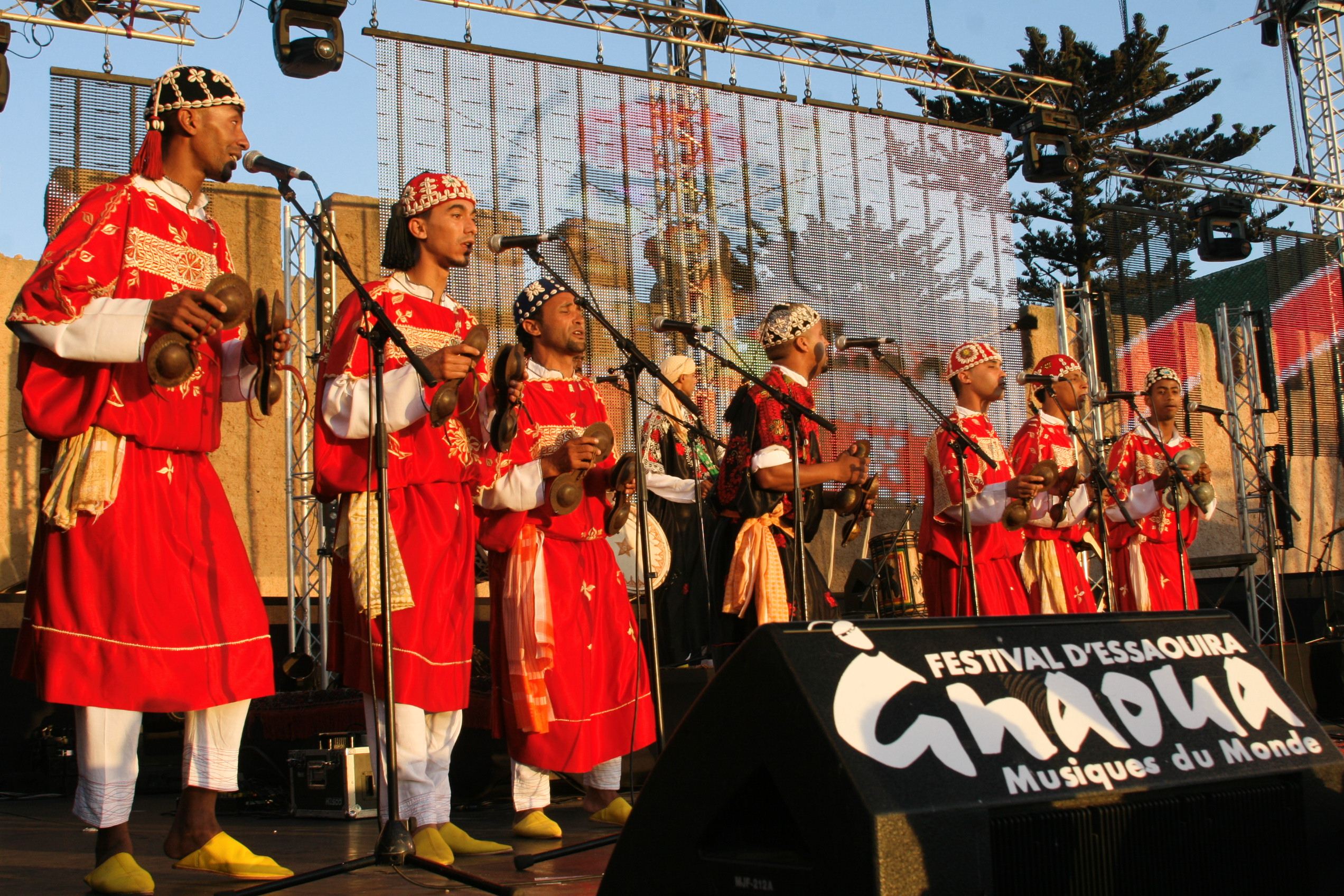
El 15 ° Festival Mundial de Música Gnaoua en Essaouira buscó cerrar las divisiones culturales presentando un crisol musical.

El Festival Gnaoua de la ciudad de Essaouira, la antigua Mogador, es desde 1998 un festival de música y cultura gnaoua que tiene lugar anualmente ,cada mes de junio, en esta ciudad marroquí.

## Transporte
La ciudad de Essaouira se encuentra en la costa atlántica de Marruecos, a 350 km de Casablanca, a 175 km de Marrakech y a 190 km de Agadir.
Durante el fin de semana del Festival de Gnaoua, el transporte a Essaouira se vuelve muy raro y costoso, por lo que se recomienda reservar su transporte lo antes posible si planea participar en el evento.
Debajo del medio de transporte disponible:
En autobús : Essaouira es atendido por varias compañías de autobuses de varias ciudades marroquíes, para reservar su boleto, simplemente póngase en contacto con la estación de autobuses Sin embargo, es muy recomendable reservar su autocar en línea en el sitio web  'marKoub.ma'  para evitar cualquier experiencia desagradable al comprar el boleto:
marKoub.ma
En tren: La red ferroviaria marroquí se detiene en Marrakech, pero hay algunas conexiones de autobús a Essaouira
Por avión: El aeropuerto se encuentra a 18 km de la ciudad y es atendido por varias aerolíneas, incluida la aerolínea nacional Royal Air Maroc .